# Valdiguié
Valdiguié ist eine autochthone Rotweinsorte in Frankreich und war gegen Ende des 19. Jahrhunderts in Südwest-Frankreich noch weit verbreitet. Heute wird sie nur mehr in geringen Mengen kultiviert. Während im Jahr 1958 noch 4908 Hektar Rebfläche bestockt waren, wurden im Jahr 1988 nur noch 273 Hektar erhoben. Seine ehemalige weite Verbreitung lässt sich durch seine gute Resistenz gegen den Echten Mehltau erklären.
Die spätreifende Sorte ist sehr wuchskräftig und ertragreich. Die Rotweine sind tiefrot und weisen einen niedrigen Alkoholgehalt auf. Gemäß den Untersuchungen des französischen Ampelographen Pierre Galet ist die in Kalifornien angebaute Sorte Napa Gamay mit Valdiguié identisch.
Der Ursprung der Sorte ist jedoch kaum bekannt. Bisher gibt es 3 verschiedene Herkunftserklärungen. Während die Valdiguié - Traube für einige Ampelographen ein Sämling der Sorte Mérille ist, der von einem Herrn Valdiguié (1745–1817) selektioniert wurde, behaupten andere, dass die Sorte in einer Rebanlage des Klosters des Templerordens im Ort Aujols sei; gefunden soll die Sorte dort von Guillaume Valdiguié sein. Die dritte These geht davon aus, dass Jean-Baptiste Valdiguié diese Sorte inmitten eines Rebbergs bei Puylaroque fand und ab 1874 vermarktete.

## Synonyme
Die Rebsorte Valdiguié ist auch unter den Namen Aramon du Sud-Ouest, Brocol, Cahors, Cot de Chéragas, Cote Verte, Folle Noire, Gamay 15, Gros Auxerrois, Isabelle, Jan Pierrou, Jasmin, Mourvèdre d´Afrique, Moutet, Napa Gamay, Noir de Chartres, Panse, Plant de Cros, Plant de la Roxo, Plant du Midi und Quercy bekannt.